# Erpodium acrifolium
Erpodium acrifolium là một loài rêu trong họ Erpodiaceae. Loài này được Pursell mô tả khoa học đầu tiên năm 1966.